# Geidi Primes
Geidi Primes — дебютный студийный альбом канадской музыкантки Граймс, выпущенный 10 января 2010 года Arbutus Records. Заголовок альбома и некоторые названия песен ссылаются на роман Фрэнка Геберта «Дюна».

## Предпосылки записи
Граймс не ожидала, что альбом будет успешным, и предполагала, что его никто и никогда не услышит. Она так же заявила, что альбом был «безыскусный».

Название альбома относится к вымышленной планете Гьеди Прайм из серии романов Фрэнка Геберта о Вселенной Дюны. Роман «Дюна» 1965 года — любимая книга Грэймс. Первый трек Caladan относится к вымышленной планете с таким же названием.

## Список композиции
Слова и музыка всех песен — написаны Граймс.
| №                   | Название                 | Длительность |
| ------------------- | ------------------------ | ------------ |
| 1.                  | «Caladan»                | 2:26         |
| 2.                  | «Sardaukar Levenbrech»   | 2:06         |
| 3.                  | «Zoal, Face Dancer»      | 2:36         |
| 4.                  | «Rosa»                   | 3:13         |
| 5.                  | «Avi»                    | 2:36         |
| 6.                  | «Feyd Rautha Dark Heart» | 3:42         |
| 7.                  | «Gambang»                | 1:34         |
| 8.                  | «Venus in Fleurs»        | 2:43         |
| 9.                  | «Grisgirs»               | 3:23         |
| 10.                 | «Shadout Mapes»          | 4:32         |
| 11.                 | «Beast Infection»        | 2:21         |
| Общая длительность: | Общая длительность:      | 31:32        |

## История выпуска
| Страна         | Дата             | Лейбл           | Формат                                                  |
| -------------- | ---------------- | --------------- | ------------------------------------------------------- |
| Канада         | 10 января 2010   | Arbutus Records | Кассета (не более 30 экземпляров), цифровая дистрибуция |
| Великобритания | 19 сентября 2011 | No Pain in Pop  | CD, LP                                                  |
| Канада         | 31 января 2012   | Arbutus Records | CD                                                      |